# Cârligele
Cârligele est une commune du județ de Vrancea en Roumanie.